# هاتورف ام هارتس
هاتورف ام هارتس (به آلمانی: Hattorf am Harz) یک شهر در آلمان است که در Hattorf am Harz واقع شده‌است.

## خواهرخوانده
شهر آستن خواهرخواندهٔ هاتورف ام هارتس هست.